# Henry Delanney
Henry Charles Ghislain Delanney (Bergen, 1 oktober 1886 - 13 januari 1958) was een Belgisch senator.

## Levensloop
Delanney promoveerde tot doctor in de rechten aan de ULB en werd notaris in Bergen van 1919 tot 1957, in opvolging van zijn vader Emile Delanney, notaris van 1884 tot 1919. Hij werd in deze stad gemeenteraadslid. Hij was getrouwd met Madeleine Ledoux.
In september 1944 werd hij liberaal senator voor het arrondissement Bergen-Zinnik, als opvolger van de tijdens de oorlog overleden Pol-Clovis Boël. Hij oefende dit mandaat uit tot aan de eerstvolgende wettelijke verkiezingen in 1946.
De Universiteit van Bergen bezit een Fonds Henry Delanney, met voornamelijk werken uit de Franse en de Engelse literatuur.

## Publicaties
- (met Paul FAIDER), Un grand peintre de la figure: Nicolas de Neufchâtel, Bergen, 1928.
- (met Paul Faider, Mons, Bergen, 1928.
- Croquis marocains, Bergen, 1933.